# Eda (Gemeinde)
Koordinaten: 59° 50′ N, 12° 20′ O

Eda ist eine Gemeinde (schwedisch kommun) in der schwedischen Provinz Värmlands län und der historischen Provinz Värmland. Eda grenzt an Norwegen. Der Hauptort der Gemeinde ist Charlottenberg.

## Sehenswürdigkeiten
Morokulien, ein Peace Park an der norwegisch-schwedischen Grenze, liegt teilweise in Eda.

## Orte
Diese Orte sind größere Ortschaften der Gemeinde (tätorter):
- Åmotfors
- Charlottenberg
- Eda glasbruk
- Koppom

Småorter sind:
- Adolfsfors-Köla
- By
- Eda
- Flogned och Skarbol
- Lässerud

Weitere Siedlungen mit weniger als 50 Einwohnern im Gemeindegebiet sind:
| - Bergerud - Fågelåsen - Fjäll - Högsäter - Lersjön | - Lunden - Påterud - Rutsgården - Skillingsfors - Växvik |